# Volodymyr Myslyvčuk
Volodymyr Myslyvčuk (ukrainisch Володимир Мисливчук, Wolodymyr Mysslywtschuk; * 25. April 1996 in Deljatyn, Ukraine) ist ein tschechisch-ukrainischer Leichtathlet, der sich auf den Hammerwurf spezialisiert hat und der seit 2024 für Tschechien startberechtigt ist.

## Sportliche Laufbahn
Erste Erfahrungen bei internationalen Meisterschaften sammelte Volodymyr Myslyvčuk im Jahr 2013, als er bei den Jugendweltmeisterschaften in Donezk mit einer Weite von 72,42 m den zehnten Platz belegte. 2015 belegte er bei den Junioreneuropameisterschaften in Eskilstuna mit 76,64 m den fünften Platz und 2017 wurde er bei den U23-Europameisterschaften in Bydgoszcz mit 70,30 m ebenfalls Fünfter. Im Jahr darauf schied er bei den Europameisterschaften in Berlin mit 70,59 m in der Qualifikationsrunde aus. 2024 nahm er für Tschechien an den Olympischen Sommerspielen in Paris teil und verpasste dort mit 73,84 m den Finaleinzug.
2024 wurde Myslyvčuk tschechischer Meister im Hammerwurf.